# Бендземисль
Бендземисль (пол. Będziemyśl) — село в Польщі, у гміні Сендзішув-Малопольський Ропчицько-Сендзішовського повіту Підкарпатського воєводства.
Населення — 996 осіб (2011).
У 1975-1998 роках село належало до Ряшівського воєводства.

## Демографія
Демографічна структура станом на 31 березня 2011 року:
|          | Загалом | Допрацездатний вік | Працездатний вік | Постпрацездатний вік |
| -------- | ------- | ------------------ | ---------------- | -------------------- |
| Чоловіки | 489     | 109                | 336              | 44                   |
| Жінки    | 507     | 116                | 293              | 98                   |
| Разом    | 996     | 225                | 629              | 142                  |